# Nikki Ziering
Pour les articles homonymes, voir Ziering.
 (septembre 2021).
Si vous disposez d'ouvrages ou d'articles de référence ou si vous connaissez des sites web de qualité traitant du thème abordé ici, merci de compléter l'article en donnant les références utiles à sa vérifiabilité et en les liant à la section « Notes et références ».
Nikki Schieler Ziering est une actrice américaine, née le 9 août 1971 à Norwalk, Californie (États-Unis).
Elle est connue pour avoir joué le rôle de l'officier Krystal dans la série American Pie. Elle a posé en tant que playmate pour le magazine de charme Playboy (Miss Septembre 1997, sous le nom de Nikki Schieler). 

## Filmographie
- American High School (2009)
- Crazy Girls Undercover (2008)
- National Lampoon's Spring Break (2007)
- Standing Still (2005)
- National Lampoon's Gold Diggers (2003)
- American Pie : Marions-les ! (American Wedding) : Officier Krystal (2003)
- Serving Sara (2002)
- Austin Powers in Goldmember (2002)